# Ikons
Ikons je kompilace skupiny Kiss vydaná v roce 2008. Jde o box set se čtyřmi CD. Každé CD v setu nese název jednoho z původních členů kapely a obsahuje pouze jeho písně.

## Seznam skladeb

### CD 1: The Demon
| Pořadí | Název                  | Info                 | Délka |
| ------ | ---------------------- | -------------------- | ----- |
| 1.     | God of Thunder         | z Destroyer          |       |
| 2.     | Almost Human           | z Love Gun           |       |
| 3.     | Calling Dr. Love       | z Rock and Roll Over |       |
| 4.     | Ladies Room            | z Rock and Roll Over |       |
| 5.     | Christine Sixteen      | z Love Gun           |       |
| 6.     | Deuce                  | z Kiss               |       |
| 7.     | Rock and Roll All Nite | z Dressed to Kill    |       |
| 8.     | Cold Gin               | z Kiss               |       |
| 9.     | Parasite               | z Hotter Than Hell   |       |
| 10.    | Larger Than Life       | z Alive II           |       |
| 11.    | Love 'em and Leave 'em | z Rock and Roll Over |       |
| 12.    | Plaster Caster         | z Love Gun           |       |
| 13.    | Radioactive            | z Gene Simmons       |       |
| 14.    | Charisma               | z Dynasty            |       |

### CD 2: The Star Child
| Pořadí | Název                        | Info                 | Délka |
| ------ | ---------------------------- | -------------------- | ----- |
| 1.     | Detroit Rock City            | z Destroyer          |       |
| 2.     | Love Gun                     | z Love Gun           |       |
| 3.     | Take Me                      | z Rock and Roll Over |       |
| 4.     | Strutter                     | z Kiss               |       |
| 5.     | C'mon and Love Me            | z Dressed to Kill    |       |
| 6.     | Hotter Than Hell             | z Hotter Than Hell   |       |
| 7.     | 100,000 Years                | z Kiss               |       |
| 8.     | Rock Bottom                  | z Dressed to Kill    |       |
| 9.     | Do You Love Me?              | z Destroyer          |       |
| 10.    | All American Man             | z Alive II           |       |
| 11.    | Mr. Speed                    | z Rock and Roll Over |       |
| 12.    | I Stole Your Love            | z Love Gun           |       |
| 13.    | Wouldn't You Like to Know Me | z Paul Stanley       |       |
| 14.    | I Was Made for Lovin' You    | z Dynasty            |       |

### CD 3: Space Ace
| Pořadí | Název                    | Info                     | Délka |
| ------ | ------------------------ | ------------------------ | ----- |
| 1.     | New York Groove          | z Ace Frehley            |       |
| 2.     | Shock Me                 | z Love Gun               |       |
| 3.     | 2,000 Man                | z Dynasty                |       |
| 4.     | Rocket Ride              | z Alive II               |       |
| 5.     | Snow Blind               | z Ace Frehley            |       |
| 6.     | Speedin' Back to My Baby | z Ace Frehley            |       |
| 7.     | Talk To Me               | z Unmasked               |       |
| 8.     | What's on Your Mind      | z Ace Frehley            |       |
| 9.     | Rip It Out               | z Ace Frehley            |       |
| 10.    | Save Your Love           | z Dynasty                |       |
| 11.    | Hard Times               | z Dynasty                |       |
| 12.    | Two Sides of the Coin    | z Unmasked               |       |
| 13.    | Dark Light               | z Music from "The Elder" |       |
| 14.    | Into the Void            | z Psycho Circus          |       |

### CD 4: The Cat Man
| Pořadí | Název                               | Info                 | Délka |
| ------ | ----------------------------------- | -------------------- | ----- |
| 1.     | Hard Luck Woman                     | z Rock and Roll Over |       |
| 2.     | Baby Driver                         | z Rock and Roll Over |       |
| 3.     | Hooligan                            | z Love Gun           |       |
| 4.     | Beth                                | z Destroyer          |       |
| 5.     | I Can't Stop the Rain               | z Peter Criss        |       |
| 6.     | Black Diamond                       | z Kiss               |       |
| 7.     | Mainline                            | z Hotter Than Hell   |       |
| 8.     | Don't You Let Me Down               | z Peter Criss        |       |
| 9.     | Dirty Livin'                        | z Dynasty            |       |
| 10.    | Getaway                             | z Dressed to Kill    |       |
| 11.    | Strange Ways                        | z Hotter Than Hell   |       |
| 12.    | That's The Kind of Sugar Papa Likes | z Peter Criss        |       |
| 13.    | Easy Thing                          | z Peter Criss        |       |
| 14.    | Finally Found My Way                | z Psycho Circus      |       |